# Eine Sache des Glaubens
Eine Sache des Glaubens (Originaltitel: A Matter of Faith) ist ein US-amerikanisches christliches Filmdrama, das am 17. Oktober 2014 veröffentlicht wurde.

## Handlung
Rachel Whitaker wird von ihren liebevollen Eltern als evangelikale Christin erzogen. Sie feiert mit ihren Freunden und ihrer Familie eine Abschiedsparty, als sie bereit ist, aufs College zu gehen. Nachdem sie jedoch von den Lehren ihres atheistischen Biologieprofessors Prof. Kaman beeinflusst wird, beginnt sie, ihren eigenen christlichen Glauben und insbesondere den biblischen Bericht aus dem 1. Buch Mose über die Schöpfung in Frage zu stellen. Prof. Kaman lehrt seine Studenten die Evolutionstheorie und nicht das biblische Konzept des Kreationismus. Auf die Frage, was zuerst da war, das Huhn oder das Ei, hat er eine eindeutige Antwort parat: Das Ei. Sein Charisma, seine Intelligenz und seine unbeschwerte Herangehensweise an das Thema Evolution machen ihn bei den Studenten beliebt.
Prof. Kaman lehrt, dass sich alle komplexen Lebensformen über Millionen von Jahren aus einfacheren Lebensformen entwickelt haben, und dass die biblische Theorie des Kreationismus keine wahrscheinliche Alternative darstellt. Rachels Vater Stephen ist besorgt über die Veränderungen in der Persönlichkeit und im Glauben seiner Tochter und stellt Professor Kaman in seinem Büro zur Rede, wobei er sehr zur Verlegenheit seiner Tochter zu einer öffentlichen Debatte über Kreationismus vs. Evolution herausgefordert wird. Während er sich vorbereitet, wird Stephen von dem gläubigen Studenten Evan angesprochen, der ihm sagt, er solle zu einem ehemaligen Biologieprofessor namens Prof. Portland gehen, der vor einigen Jahren auf Kamans Geheiß gefeuert wurde, weil er seinen Studenten Kreationismus beigebracht und ihnen gegenüber argumentiert hatte, dass die Evolutionstheorie unwahr und von Menschenhand erfunden ist. Prof. Portland weigert sich zunächst, „sich wieder ins Spiel zu bringen“ und fordert Stephen auf, zu gehen.
Als Rachel in der Campus-Bibliothek Bücher über Evolution studiert, kommt ein Kommilitone auf sie zu und sagt ihr, dass ihr Vater ein Idiot sei, weil er versucht hat, Prof. Kaman zu entlarven und die Evolutionstheorie abzulehnen. Evan kommt dazu und behauptet beweisen zu können, dass Evolution nicht möglich ist, weil die Eltern und Großeltern des Schülers nicht wie Affen aussehen. Evan erzählt dem Schüler, dass sich alle Menschen nur aus anderen Menschen „entwickelt“ haben und dass die einzigen gemeinsamen Vorfahren aller Menschen Adam und Eva sind. Der Student geht weg, verblüfft von Evans Argumentation. Rachel stellt Evan zur Rede und behauptet, er habe sie in Verlegenheit gebracht. Er aber erwidert: „Ich habe dich nicht verteidigt“ und sagt, dass er stattdessen Jesus, Gott und das Christentum  verteidigt habe und dass er gerade zufällig aufgetaucht sei.
Evan hört zufällig, wie zwei andere Studenten schlecht über Rachel reden und erkennt, dass Tyler, vorhat, Rachel zu seinem Vorteil auszunutzen, indem er sie zu einer Party am Samstagabend einlädt. Evan ruft Rachel an, aber sie weigert sich, mit ihm zu sprechen, nachdem er sie zuvor in der Bibliothek in Verlegenheit gebracht hatte. Evan taucht daraufhin in ihrem Wohnheim auf. Er beschuldigt Rachel, das Christentum abzulehnen, einer Gehirnwäsche unterzogen zu werden und Gott nicht zu respektieren. Verärgert wendet sich Rachel von ihm ab. Bevor sie zurück in ihren Schlafsaal geht, sagt Evan ihr, dass Tyler sie nur benutzt. Rachel ist darüber schockiert und dankt Evan später, dass er sie darauf aufmerksam gemacht hat.
Rachel spricht mit Tyler und beendet die Freundschaft. Tyler beschuldigt daraufhin seine Freunde, seinen Plan durchkreuzt zu haben. Seine Freunde sagen, dass Rachel sowieso ein hoffnungsloser Fall war, weil sie viel zu religiös und gewissenhaft für ihn war, und dass sie ihm einen Gefallen getan haben, indem sie Rachel dazu gebracht haben, ihn fallen zu lassen. Tyler folgert daraus, dass es eigentlich alles Evans Schuld ist.
Am Abend der angekündigten Veranstaltung hält Rachels Vater Stephen das Eröffnungs-Plädoyer. Prof. Kaman trägt seinerseits alle möglichen Argumente gegen Kreationismus, Religion und das Leben nach dem Tod vor. Prof. Kaman scheint die Debatte gegen Stephen zu gewinnen, der argumentiert, dass Gott notwendig ist, damit die Welt und der Mensch erschaffen wurden, und dass dies ohne Religion bedeuten würde, dass es keine Moral und keinen Sinn im Leben gäbe, und die Bibel dafür stichhaltige Beweise liefert. Gerade als Prof. Kaman Rachels Vater „fertig machen“ will, kommt Professor Portland auf die Bühne, der als Zuhörer im Publikum saß, und sagt, dass alles, was Prof. Kaman gesagt hat, falsch ist. Professor Portland übernimmt für Stephens Vater die Debatte und argumentiert, dass Leben nicht aus „Nicht-Leben“ entstehen kann, dass die Bibel Gottes Wort ist, und dass die Evolution nicht wirklich wissenschaftlich bewiesen ist, dass die Erde nicht Milliarden von Jahren, noch nicht mal Millionen Jahre alt ist. Dann sagt er Prof. Kaman persönlich, dass er ihn jahrelang gehasst hat, nachdem er ihn von der Universität gefeuert hatte, aber dass er jetzt erkennt, dass es falsch war, Prof. Kaman zu hassen, und dass Hass keine Probleme löst. Professor Portland sagt, dass der Biologieunterricht sowohl Evolution als auch Kreationismus lehren und die Schüler selbst entscheiden lassen sollte, an was sie glauben. Professor Portland nähert sich dann Prof. Kaman auf der Bühne und bittet um Vergebung und versucht, ihn zum Christentum zu überreden. Prof. Kaman findet keine Worte, um darauf zu antworten und beendet die Debatte. Das Publikum klatscht für Professor Portland.
Später sieht man Evan und Rachel zusammen im Wohnheim. Evan bittet Rachel, seine Freundin zu sein und Rachel stimmt zu. Evan nimmt Rachel mit in ein Naturschutzgebiet und behauptet, dass es ein ganz besonderer Ort für ihn ist. Rachel fragt: „Warum?“ Evan erklärt, dass er vor Jahren dort war, als er sie traf. Rachel weiß nicht, wovon er spricht, aber er verrät, dass er dort vor langer Zeit einem Mädchen eine Münze stibitzt und sich dann schlecht gefühlt hat und später Christ geworden ist. Genau das ist Rachel passiert, und sie ist dieses Mädchen. Evan hat davon erfahren, als er früher mit Rachels Vater gesprochen hat. Rachel erkennt, dass Evan derjenige war, der die Münze genommen hat und verzeiht ihm.

## Rezeption
Eine Sache des Glaubens erzielte weltweit über 680.000 US-Dollar an Einnahmen, dem gegenüber standen Produktionskosten von rund 600.000 US-Dollar.
Common Sense Media gab dem Film nur einen von fünf Sternen und kritisierte seine „klare Agenda“ und „klischeehafte Verschwörung“.
Answers in Genesis (AiG), eine kreationistische und christliche Apologetik-Organisation von Young Earth, unterstützte und förderte den Film nachdrücklich. Andere prominente Kreationisten, die den Film unterstützten, waren Ray Comfort, Gründer und CEO von Living Waters Ministries, Tim Wildmon, Präsident der American Family Association und Gary Bates, CEO von Creation Ministries International.
Die Dove Foundation bewertete den Film mit fünf von fünf Taubensiegeln und schrieb, dass „dieser Qualitätsfilm solide schauspielerische Leistungen bietet, darunter zwei Veteranen, Harry Anderson und Clarence Gilyard.“